# Eleições legislativas portuguesas de 1999 no distrito de Portalegre
| Eleições legislativas portuguesas de 1999 Distritos: Aveiro \| Beja \| Braga \| Bragança \| Castelo Branco \| Coimbra \| Évora \| Faro \| Guarda \| Leiria \| Lisboa \| Portalegre \| Porto \| Santarém \| Setúbal \| Viana do Castelo \| Vila Real \| Viseu \| Açores \| Madeira \| Estrangeiro |

## Resultados por Concelho
Os resultados nos concelhos do Distrito de Portalegre foram os seguintes:

### Alter do Chão
| Partido                 | Partido                        | Votos | %               | +/-  |
| ----------------------- | ------------------------------ | ----- | --------------- | ---- |
|                         | Partido Socialista             | 1 100 | 47,56 / 100,00  | 5,40 |
|                         | Partido Social Democrata       | 556   | 24,04 / 100,00  | 1,14 |
|                         | Coligação Democrática Unitária | 393   | 16,99 / 100,00  | 0,42 |
|                         | Partido Popular                | 137   | 5,92 / 100,00   | 2,10 |
|                         | PCTP/MRPP                      | 42    | 1,82 / 100,00   | 1,43 |
|                         | Outros                         | 40    | 1,74 / 100,00   |      |
| Votos Inválidos         | Votos Inválidos                | 45    | 1,94 / 100,00   | 0,04 |
| Total                   | Total                          | 2 313 | 100,00 / 100,00 |      |
| Eleitorado/Participação | Eleitorado/Participação        | 3 617 | 63,95 / 100,00  | 8,67 |

| Freguesia     | %     | %     | %     | %    | %    | Votantes |
| Freguesia     | PS    | PSD   | CDU   | PP   | PCTP | Votantes |
| ------------- | ----- | ----- | ----- | ---- | ---- | -------- |
| Alter do Chão | 46,19 | 30,79 | 10,12 | 7,26 | 1,61 | 1 364    |
| Chancelaria   | 52,14 | 20,05 | 17,91 | 4,81 | 2,67 | 374      |
| Cunheira      | 64,66 | 9,54  | 16,25 | 3,18 | 1,77 | 283      |
| Seda          | 31,51 | 11,64 | 48,63 | 3,77 | 0    | 292      |
| Alter do Chão | 47,56 | 24,04 | 16,99 | 5,92 | 1,82 | 2 313    |

### Arronches
| Partido                 | Partido                        | Votos | %               | +/-  |
| ----------------------- | ------------------------------ | ----- | --------------- | ---- |
|                         | Partido Socialista             | 1 081 | 54,82 / 100,00  | 1,78 |
|                         | Partido Social Democrata       | 488   | 24,75 / 100,00  | 0,46 |
|                         | Coligação Democrática Unitária | 229   | 11,61 / 100,00  | 0,10 |
|                         | Partido Popular                | 106   | 5,38 / 100,00   | 0,01 |
|                         | PCTP/MRPP                      | 20    | 1,01 / 100,00   | 0,61 |
|                         | Outros                         | 18    | 0,91 / 100,00   |      |
| Votos Inválidos         | Votos Inválidos                | 30    | 1,53 / 100,00   | 0,17 |
| Total                   | Total                          | 1 972 | 100,00 / 100,00 |      |
| Eleitorado/Participação | Eleitorado/Participação        | 3 134 | 62,92 / 100,00  | 5,55 |

| Freguesia | %     | %     | %     | %    | %    | Votantes |
| Freguesia | PS    | PSD   | CDU   | PP   | PCTP | Votantes |
| --------- | ----- | ----- | ----- | ---- | ---- | -------- |
| Assunção  | 50,00 | 24,17 | 15,65 | 6,57 | 1,02 | 1 080    |
| Esperança | 60,10 | 29,88 | 2,50  | 4,17 | 0,67 | 599      |
| Mosteiros | 61,77 | 16,38 | 15,36 | 3,41 | 1,71 | 293      |
| Arronches | 54,82 | 24,75 | 11,61 | 5,38 | 1,01 | 1 972    |

### Avis
| Partido                 | Partido                        | Votos | %               | +/-  |
| ----------------------- | ------------------------------ | ----- | --------------- | ---- |
|                         | Coligação Democrática Unitária | 1 429 | 44,98 / 100,00  | 1,01 |
|                         | Partido Socialista             | 979   | 30,82 / 100,00  | 0,07 |
|                         | Partido Social Democrata       | 524   | 16,49 / 100,00  | 0,44 |
|                         | Partido Popular                | 85    | 2,68 / 100,00   | 0,37 |
|                         | Bloco de Esquerda              | 37    | 1,16 / 100,00   | Novo |
|                         | Outros                         | 51    | 1,59 / 100,00   |      |
| Votos Inválidos         | Votos Inválidos                | 72    | 2,27 / 100,00   | 0,58 |
| Total                   | Total                          | 3 177 | 100,00 / 100,00 |      |
| Eleitorado/Participação | Eleitorado/Participação        | 4 417 | 71,93 / 100,00  | 7,09 |

| Freguesia         | %     | %     | %     | %    | %    | Votantes |
| Freguesia         | CDU   | PS    | PSD   | PP   | BE   | Votantes |
| ----------------- | ----- | ----- | ----- | ---- | ---- | -------- |
| Alcôrrego         | 75,80 | 12,42 | 5,10  | 1,91 | 1,91 | 314      |
| Aldeia Velha      | 53,28 | 28,28 | 13,52 | 1,23 | 0,82 | 244      |
| Avis              | 37,91 | 33,84 | 18,96 | 2,75 | 1,90 | 1 055    |
| Benavila          | 43,30 | 37,58 | 14,38 | 0,49 | 0,65 | 612      |
| Ervedal           | 42,95 | 29,55 | 20,00 | 3,18 | 0,23 | 440      |
| Figueira e Barros | 44,10 | 28,82 | 19,65 | 3,49 | 0,87 | 229      |
| Maranhão          | 65,79 | 10,53 | 10,53 | 5,26 | 0    | 38       |
| Valongo           | 33,06 | 34,29 | 20,41 | 8,16 | 0,82 | 245      |
| Avis              | 44,98 | 30,82 | 16,49 | 2,68 | 1,16 | 3 177    |

### Campo Maior
| Partido                 | Partido                        | Votos | %               | +/-  |
| ----------------------- | ------------------------------ | ----- | --------------- | ---- |
|                         | Partido Socialista             | 2 317 | 53,82 / 100,00  | 1,06 |
|                         | Coligação Democrática Unitária | 1 065 | 24,74 / 100,00  | 0,91 |
|                         | Partido Social Democrata       | 551   | 12,80 / 100,00  | 0,47 |
|                         | Partido Popular                | 182   | 4,23 / 100,00   | 1,00 |
|                         | PCTP/MRPP                      | 51    | 1,18 / 100,00   | 0,91 |
|                         | Bloco de Esquerda              | 50    | 1,16 / 100,00   | Novo |
|                         | Outros                         | 12    | 0,28 / 100,00   |      |
| Votos Inválidos         | Votos Inválidos                | 77    | 1,79 / 100,00   | 0,09 |
| Total                   | Total                          | 4 305 | 100,00 / 100,00 |      |
| Eleitorado/Participação | Eleitorado/Participação        | 7 034 | 61,20 / 100,00  | 8,47 |

| Freguesia                            | %     | %     | %     | %    | %    | %    | Votantes |
| Freguesia                            | PS    | CDU   | PSD   | PP   | PCTP | BE   | Votantes |
| ------------------------------------ | ----- | ----- | ----- | ---- | ---- | ---- | -------- |
| Nossa Senhora da Expectação          | 52,69 | 22,95 | 14,74 | 5,23 | 0,78 | 1,25 | 1 913    |
| Nossa Senhora da Graça dos Degolados | 57,58 | 29,49 | 5,62  | 4,21 | 1,12 | 0    | 356      |
| São João Batista                     | 54,22 | 25,59 | 12,23 | 3,29 | 1,57 | 1,28 | 2 036    |
| Campo Maior                          | 53,82 | 24,74 | 12,80 | 4,23 | 1,18 | 1,16 | 4 305    |

### Castelo de Vide
| Partido                 | Partido                        | Votos | %               | +/-  |
| ----------------------- | ------------------------------ | ----- | --------------- | ---- |
|                         | Partido Socialista             | 1 202 | 53,26 / 100,00  | 0,61 |
|                         | Partido Social Democrata       | 572   | 25,34 / 100,00  | 0,91 |
|                         | Coligação Democrática Unitária | 168   | 7,44 / 100,00   | 0,14 |
|                         | Partido Popular                | 153   | 6,78 / 100,00   | 0,26 |
|                         | Bloco de Esquerda              | 50    | 2,22 / 100,00   | Novo |
|                         | PCTP/MRPP                      | 29    | 1,28 / 100,00   | 0,79 |
|                         | Outros                         | 33    | 1,46 / 100,00   |      |
| Votos Inválidos         | Votos Inválidos                | 50    | 2,21 / 100,00   | 0,44 |
| Total                   | Total                          | 2 257 | 100,00 / 100,00 |      |
| Eleitorado/Participação | Eleitorado/Participação        | 3 383 | 66,72 / 100,00  | 6,16 |

| Freguesia                                | %     | %     | %     | %    | %    | %    | Votantes |
| Freguesia                                | PS    | PSD   | CDU   | PP   | BE   | PCTP | Votantes |
| ---------------------------------------- | ----- | ----- | ----- | ---- | ---- | ---- | -------- |
| Nossa Senhora da Graça de Póvoa e Meadas | 50,58 | 16,32 | 19,35 | 6,06 | 1,17 | 3,50 | 429      |
| Santa Maria da Devesa                    | 54,07 | 26,68 | 5,37  | 7,52 | 2,33 | 0,72 | 1 117    |
| Santiago Maior                           | 51,42 | 31,17 | 4,45  | 5,67 | 1,62 | 0,40 | 247      |
| São João Baptista                        | 54,74 | 27,37 | 3,02  | 6,25 | 3,23 | 1,08 | 464      |
| Castelo de Vide                          | 53,26 | 25,34 | 7,44  | 6,78 | 2,22 | 1,28 | 2 257    |

### Crato
| Partido                 | Partido                        | Votos | %               | +/-  |
| ----------------------- | ------------------------------ | ----- | --------------- | ---- |
|                         | Partido Socialista             | 1 385 | 52,58 / 100,00  | 3,73 |
|                         | Partido Social Democrata       | 481   | 18,26 / 100,00  | 1,05 |
|                         | Coligação Democrática Unitária | 480   | 18,22 / 100,00  | 1,10 |
|                         | Partido Popular                | 128   | 4,86 / 100,00   | 0,91 |
|                         | PCTP/MRPP                      | 37    | 1,40 / 100,00   | 2,10 |
|                         | Bloco de Esquerda              | 28    | 1,06 / 100,00   | Novo |
|                         | Outros                         | 33    | 1,25 / 100,00   |      |
| Votos Inválidos         | Votos Inválidos                | 62    | 2,36 / 100,00   | 0,20 |
| Total                   | Total                          | 2 634 | 100,00 / 100,00 |      |
| Eleitorado/Participação | Eleitorado/Participação        | 4 001 | 65,83 / 100,00  | 5,66 |

| Freguesia        | %     | %     | %     | %    | %    | %    | Votantes |
| Freguesia        | PS    | PSD   | CDU   | PP   | PCTP | BE   | Votantes |
| ---------------- | ----- | ----- | ----- | ---- | ---- | ---- | -------- |
| Aldeia da Mata   | 53,96 | 16,13 | 20,53 | 4,11 | 1,47 | 0,59 | 341      |
| Crato e Mártires | 47,92 | 20,85 | 18,87 | 5,53 | 1,28 | 1,28 | 1 012    |
| Flor da Rosa     | 49,69 | 15,09 | 20,13 | 5,66 | 1,26 | 0,63 | 159      |
| Gáfete           | 58,69 | 15,62 | 16,79 | 4,82 | 0,88 | 1,02 | 685      |
| Monte da Pedra   | 56,41 | 16,24 | 16,24 | 4,70 | 2,56 | 0,43 | 234      |
| Vale do Peso     | 50,74 | 22,66 | 16,75 | 2,46 | 2,46 | 1,97 | 203      |
| Crato            | 52,58 | 18,26 | 18,22 | 4,86 | 1,40 | 1,06 | 2 634    |

### Elvas
| Partido                 | Partido                        | Votos  | %               | +/-  |
| ----------------------- | ------------------------------ | ------ | --------------- | ---- |
|                         | Partido Socialista             | 7 054  | 61,34 / 100,00  | 3,36 |
|                         | Partido Social Democrata       | 2 180  | 18,96 / 100,00  | 2,46 |
|                         | Partido Popular                | 868    | 7,55 / 100,00   | 0,94 |
|                         | Coligação Democrática Unitária | 831    | 7,23 / 100,00   | 0,10 |
|                         | Bloco de Esquerda              | 156    | 1,36 / 100,00   | Novo |
|                         | Outros                         | 212    | 1,84 / 100,00   |      |
| Votos Inválidos         | Votos Inválidos                | 199    | 1,73 / 100,00   | 0,06 |
| Total                   | Total                          | 11 500 | 100,00 / 100,00 |      |
| Eleitorado/Participação | Eleitorado/Participação        | 19 902 | 57,78 / 100,00  | 9,59 |

| Freguesia                         | %     | %     | %     | %     | %    | Votantes |
| Freguesia                         | PS    | PSD   | PP    | CDU   | BE   | Votantes |
| --------------------------------- | ----- | ----- | ----- | ----- | ---- | -------- |
| Ajuda, Salvador e Santo Ildefonso | 61,48 | 17,85 | 6,85  | 8,19  | 1,48 | 745      |
| Alcáçova                          | 65,61 | 15,65 | 9,11  | 4,82  | 1,12 | 1 163    |
| Assunção                          | 50,32 | 28,06 | 12,07 | 3,79  | 2,06 | 3 247    |
| Barbacena                         | 65,34 | 11,70 | 3,97  | 14,79 | 0,66 | 453      |
| Caia e São Pedro                  | 70,89 | 14,46 | 5,36  | 5,97  | 1,00 | 2 109    |
| Santa Eulália                     | 63,39 | 14,88 | 4,01  | 12,42 | 1,16 | 773      |
| São Brás e São Lourenço           | 70,95 | 14,71 | 5,74  | 4,74  | 0,62 | 802      |
| São Vicente e Ventosa             | 69,55 | 9,09  | 2,95  | 15,45 | 0,91 | 440      |
| Terrugem                          | 55,61 | 17,47 | 4,85  | 15,94 | 1,53 | 784      |
| Vila Boim                         | 62,62 | 17,00 | 4,86  | 8,23  | 1,35 | 741      |
| Vila Fernando                     | 58,85 | 24,69 | 5,76  | 8,23  | 0,41 | 243      |
| Elvas                             | 61,34 | 18,96 | 7,55  | 7,23  | 1,36 | 11 500   |

### Fronteira
| Partido                 | Partido                        | Votos | %               | +/-  |
| ----------------------- | ------------------------------ | ----- | --------------- | ---- |
|                         | Partido Socialista             | 1 205 | 49,30 / 100,00  | 1,29 |
|                         | Partido Social Democrata       | 650   | 26,60 / 100,00  | 1,23 |
|                         | Coligação Democrática Unitária | 310   | 12,68 / 100,00  | 0,34 |
|                         | Partido Popular                | 138   | 5,65 / 100,00   | 0,43 |
|                         | Bloco de Esquerda              | 29    | 1,19 / 100,00   | Novo |
|                         | PCTP/MRPP                      | 27    | 1,10 / 100,00   | 0,94 |
|                         | Outros                         | 17    | 0,69 / 100,00   |      |
| Votos Inválidos         | Votos Inválidos                | 68    | 2,78 / 100,00   | 0,34 |
| Total                   | Total                          | 2 444 | 100,00 / 100,00 |      |
| Eleitorado/Participação | Eleitorado/Participação        | 3 484 | 70,15 / 100,00  | 5,75 |

| Freguesia      | %     | %     | %     | %    | %    | %    | Votantes |
| Freguesia      | PS    | PSD   | CDU   | PP   | BE   | PCTP | Votantes |
| -------------- | ----- | ----- | ----- | ---- | ---- | ---- | -------- |
| Cabeço de Vide | 48,71 | 24,79 | 15,90 | 6,45 | 0,29 | 1,29 | 698      |
| Fronteira      | 47,94 | 27,55 | 9,94  | 5,75 | 1,83 | 0,88 | 1 479    |
| São Saturnino  | 58,43 | 14,98 | 19,48 | 3,00 | 0    | 1,87 | 267      |
| Fronteira      | 49,30 | 26,60 | 12,68 | 5,65 | 1,19 | 1,10 | 2 444    |

### Gavião
| Partido                 | Partido                        | Votos | %               | +/-  |
| ----------------------- | ------------------------------ | ----- | --------------- | ---- |
|                         | Partido Socialista             | 2 020 | 63,42 / 100,00  | 1,33 |
|                         | Partido Social Democrata       | 556   | 17,46 / 100,00  | 0,24 |
|                         | Coligação Democrática Unitária | 321   | 10,08 / 100,00  | 0,23 |
|                         | Partido Popular                | 132   | 4,14 / 100,00   | 0,31 |
|                         | PCTP/MRPP                      | 32    | 1,00 / 100,00   | 0,72 |
|                         | Outros                         | 53    | 1,66 / 100,00   |      |
| Votos Inválidos         | Votos Inválidos                | 71    | 2,23 / 100,00   | 0,09 |
| Total                   | Total                          | 3 185 | 100,00 / 100,00 |      |
| Eleitorado/Participação | Eleitorado/Participação        | 4 885 | 65,20 / 100,00  | 4,27 |

| Freguesia | %     | %     | %     | %    | %    | Votantes |
| Freguesia | PS    | PSD   | CDU   | PP   | PCTP | Votantes |
| --------- | ----- | ----- | ----- | ---- | ---- | -------- |
| Atalaia   | 60,81 | 14,19 | 14,19 | 5,41 | 1,35 | 148      |
| Belver    | 65,77 | 16,55 | 8,91  | 2,69 | 1,41 | 707      |
| Comenda   | 54,09 | 18,17 | 19,14 | 3,47 | 1,39 | 721      |
| Gavião    | 65,23 | 18,64 | 5,51  | 6,01 | 0,70 | 998      |
| Margem    | 69,39 | 16,53 | 7,20  | 3,27 | 0,49 | 611      |
| Gavião    | 63,42 | 17,46 | 10,08 | 4,14 | 1,00 | 3 185    |

### Marvão
| Partido                 | Partido                        | Votos | %               | +/-  |
| ----------------------- | ------------------------------ | ----- | --------------- | ---- |
|                         | Partido Socialista             | 1 275 | 54,07 / 100,00  | 3,16 |
|                         | Partido Social Democrata       | 683   | 28,97 / 100,00  | 0,44 |
|                         | Partido Popular                | 189   | 8,02 / 100,00   | 1,38 |
|                         | Coligação Democrática Unitária | 86    | 3,65 / 100,00   | 0,76 |
|                         | Bloco de Esquerda              | 31    | 1,31 / 100,00   | Novo |
|                         | Outros                         | 40    | 1,69 / 100,00   |      |
| Votos Inválidos         | Votos Inválidos                | 54    | 2,29 / 100,00   | 0,74 |
| Total                   | Total                          | 2 358 | 100,00 / 100,00 |      |
| Eleitorado/Participação | Eleitorado/Participação        | 3 786 | 62,28 / 100,00  | 4,96 |

| Freguesia                | %     | %     | %     | %    | %    | Votantes |
| Freguesia                | PS    | PSD   | PP    | CDU  | BE   | Votantes |
| ------------------------ | ----- | ----- | ----- | ---- | ---- | -------- |
| Beirã                    | 63,43 | 18,56 | 5,82  | 5,54 | 1,39 | 361      |
| Santa Maria de Marvão    | 45,08 | 40,44 | 7,92  | 1,91 | 1,09 | 366      |
| Santo António das Areias | 61,52 | 21,88 | 6,05  | 4,50 | 1,42 | 777      |
| São Salvador da Aramenha | 47,19 | 34,89 | 10,77 | 2,81 | 1,29 | 854      |
| Marvão                   | 54,07 | 28,97 | 8,02  | 3,65 | 1,31 | 2 358    |

### Monforte
| Partido                 | Partido                        | Votos | %               | +/-  |
| ----------------------- | ------------------------------ | ----- | --------------- | ---- |
|                         | Partido Socialista             | 1 065 | 55,15 / 100,00  | 2,87 |
|                         | Coligação Democrática Unitária | 338   | 17,50 / 100,00  | 2,26 |
|                         | Partido Social Democrata       | 296   | 15,33 / 100,00  | 1,77 |
|                         | Partido Popular                | 130   | 6,73 / 100,00   | 0,82 |
|                         | PCTP/MRPP                      | 38    | 1,97 / 100,00   | 1,20 |
|                         | Bloco de Esquerda              | 20    | 1,04 / 100,00   | Novo |
|                         | Outros                         | 11    | 0,57 / 100,00   |      |
| Votos Inválidos         | Votos Inválidos                | 33    | 1,71 / 100,00   | 0,59 |
| Total                   | Total                          | 1 931 | 100,00 / 100,00 |      |
| Eleitorado/Participação | Eleitorado/Participação        | 3 042 | 63,48 / 100,00  | 4,85 |

| Freguesia    | %     | %     | %     | %    | %    | %    | Votantes |
| Freguesia    | PS    | CDU   | PSD   | PP   | PCTP | BE   | Votantes |
| ------------ | ----- | ----- | ----- | ---- | ---- | ---- | -------- |
| Assumar      | 38,53 | 33,33 | 15,29 | 5,50 | 3,36 | 0,92 | 327      |
| Monforte     | 53,98 | 13,23 | 18,76 | 8,64 | 2,16 | 1,48 | 741      |
| Santo Aleixo | 63,79 | 13,05 | 12,00 | 5,89 | 1,47 | 0,84 | 475      |
| Vaiamonte    | 60,82 | 17,78 | 12,89 | 5,15 | 1,03 | 0,52 | 388      |
| Monforte     | 55,15 | 17,50 | 15,33 | 6,73 | 1,97 | 1,04 | 1 931    |

### Nisa
| Partido                 | Partido                        | Votos | %               | +/-  |
| ----------------------- | ------------------------------ | ----- | --------------- | ---- |
|                         | Partido Socialista             | 2 913 | 53,18 / 100,00  | 0,54 |
|                         | Partido Social Democrata       | 1 258 | 22,96 / 100,00  | 2,02 |
|                         | Coligação Democrática Unitária | 703   | 12,83 / 100,00  | 2,50 |
|                         | Partido Popular                | 288   | 5,26 / 100,00   | 0,08 |
|                         | PCTP/MRPP                      | 90    | 1,64 / 100,00   | 0,60 |
|                         | Outros                         | 95    | 1,74 / 100,00   |      |
| Votos Inválidos         | Votos Inválidos                | 131   | 2,39 / 100,00   | 0,29 |
| Total                   | Total                          | 5 478 | 100,00 / 100,00 |      |
| Eleitorado/Participação | Eleitorado/Participação        | 8 249 | 66,41 / 100,00  | 4,75 |

| Freguesia              | %     | %     | %     | %    | %    | Votantes |
| Freguesia              | PS    | PSD   | CDU   | PP   | PCTP | Votantes |
| ---------------------- | ----- | ----- | ----- | ---- | ---- | -------- |
| Alpalhão               | 49,39 | 34,64 | 7,60  | 4,58 | 1,23 | 895      |
| Amieira do Tejo        | 52,49 | 15,71 | 21,46 | 5,36 | 2,30 | 261      |
| Arez                   | 56,54 | 23,21 | 11,39 | 2,53 | 1,69 | 237      |
| Espírito Santo         | 51,70 | 24,92 | 9,03  | 7,56 | 1,62 | 1 296    |
| Montalvão              | 49,18 | 16,55 | 24,71 | 3,96 | 2,56 | 429      |
| Nossa Senhora da Graça | 53,92 | 20,00 | 12,30 | 6,49 | 1,49 | 740      |
| Santana                | 61,52 | 6,28  | 23,56 | 2,62 | 3,66 | 382      |
| São Matias             | 57,76 | 22,99 | 10,34 | 5,46 | 0,57 | 348      |
| São Simão              | 45,18 | 19,88 | 26,51 | 0    | 0,60 | 166      |
| Tolosa                 | 56,49 | 23,90 | 9,39  | 4,83 | 1,24 | 724      |
| Nisa                   | 53,18 | 22,96 | 12,83 | 5,26 | 1,64 | 5 478    |

### Ponte de Sôr
| Partido                 | Partido                        | Votos  | %               | +/-  |
| ----------------------- | ------------------------------ | ------ | --------------- | ---- |
|                         | Partido Socialista             | 4 145  | 43,09 / 100,00  | 1,09 |
|                         | Coligação Democrática Unitária | 2 585  | 26,87 / 100,00  | 2,72 |
|                         | Partido Social Democrata       | 1 942  | 20,19 / 100,00  | 1,35 |
|                         | Partido Popular                | 454    | 4,72 / 100,00   | 0,51 |
|                         | PCTP/MRPP                      | 132    | 1,37 / 100,00   | 1,49 |
|                         | Outros                         | 184    | 1,92 / 100,00   |      |
| Votos Inválidos         | Votos Inválidos                | 178    | 1,85 / 100,00   | 0,07 |
| Total                   | Total                          | 9 620  | 100,00 / 100,00 |      |
| Eleitorado/Participação | Eleitorado/Participação        | 15 630 | 61,55 / 100,00  | 5,37 |

| Freguesia      | %     | %     | %     | %    | %    | Votantes |
| Freguesia      | PS    | CDU   | PSD   | PP   | PCTP | Votantes |
| -------------- | ----- | ----- | ----- | ---- | ---- | -------- |
| Foros de Arrão | 35,60 | 51,29 | 7,28  | 2,10 | 1,62 | 618      |
| Galveias       | 30,30 | 30,93 | 30,68 | 3,28 | 1,01 | 792      |
| Longomel       | 48,50 | 30,38 | 12,38 | 2,88 | 1,88 | 800      |
| Montargil      | 26,35 | 44,83 | 19,80 | 3,79 | 1,56 | 1 662    |
| Ponte de Sor   | 49,08 | 15,45 | 23,68 | 6,66 | 0,96 | 4 277    |
| Tramaga        | 59,66 | 22,29 | 9,45  | 2,87 | 2,34 | 942      |
| Vale de Açor   | 37,43 | 31,00 | 23,44 | 3,21 | 1,89 | 529      |
| Ponte de Sor   | 43,09 | 26,87 | 20,19 | 4,72 | 1,37 | 9 620    |

### Portalegre
| Partido                 | Partido                        | Votos  | %               | +/-  |
| ----------------------- | ------------------------------ | ------ | --------------- | ---- |
|                         | Partido Socialista             | 7 378  | 50,45 / 100,00  | 2,01 |
|                         | Partido Social Democrata       | 4 294  | 29,36 / 100,00  | 0,26 |
|                         | Coligação Democrática Unitária | 1 140  | 7,79 / 100,00   | 1,53 |
|                         | Partido Popular                | 1 038  | 7,10 / 100,00   | 0,30 |
|                         | Bloco de Esquerda              | 275    | 1,88 / 100,00   | Novo |
|                         | Outros                         | 218    | 1,49 / 100,00   |      |
| Votos Inválidos         | Votos Inválidos                | 282    | 1,93 / 100,00   | 0,01 |
| Total                   | Total                          | 14 625 | 100,00 / 100,00 |      |
| Eleitorado/Participação | Eleitorado/Participação        | 22 559 | 64,83 / 100,00  | 7,47 |

| Freguesia       | %     | %     | %     | %     | %    | Votantes |
| Freguesia       | PS    | PSD   | CDU   | PP    | BE   | Votantes |
| --------------- | ----- | ----- | ----- | ----- | ---- | -------- |
| Alagoa          | 45,96 | 40,40 | 0,51  | 10,35 | 0,51 | 396      |
| Alegrete        | 54,43 | 35,50 | 2,27  | 4,31  | 0,41 | 1 231    |
| Carreiras       | 44,12 | 38,85 | 1,68  | 10,07 | 0,72 | 417      |
| Fortios         | 49,53 | 21,51 | 18,30 | 5,69  | 0,62 | 967      |
| Reguengo        | 48,38 | 37,58 | 4,54  | 4,32  | 0,65 | 463      |
| Ribeira de Nisa | 54,95 | 30,45 | 2,23  | 6,06  | 1,86 | 808      |
| São Julião      | 35,68 | 52,60 | 4,17  | 3,91  | 1,56 | 384      |
| São Lourenço    | 40,66 | 35,13 | 7,45  | 10,58 | 3,08 | 3 706    |
| Sé              | 54,70 | 23,12 | 10,09 | 6,43  | 2,24 | 4 996    |
| Urra            | 65,08 | 19,73 | 7,24  | 3,98  | 0,80 | 1 257    |
| Portalegre      | 50,45 | 29,36 | 7,79  | 7,10  | 1,88 | 14 625   |

### Sousel
| Partido                 | Partido                        | Votos | %               | +/-  |
| ----------------------- | ------------------------------ | ----- | --------------- | ---- |
|                         | Partido Socialista             | 1 426 | 41,23 / 100,00  | 1,51 |
|                         | Partido Social Democrata       | 1 037 | 29,98 / 100,00  | 1,43 |
|                         | Coligação Democrática Unitária | 645   | 18,65 / 100,00  | 3,28 |
|                         | Partido Popular                | 152   | 4,39 / 100,00   | 0,16 |
|                         | PCTP/MRPP                      | 56    | 1,62 / 100,00   | 0,44 |
|                         | Outros                         | 52    | 1,50 / 100,00   |      |
| Votos Inválidos         | Votos Inválidos                | 91    | 2,63 / 100,00   | 0,62 |
| Total                   | Total                          | 3 459 | 100,00 / 100,00 |      |
| Eleitorado/Participação | Eleitorado/Participação        | 5 174 | 66,85 / 100,00  | 8,28 |

| Freguesia   | %     | %     | %     | %    | %    | Votantes |
| Freguesia   | PS    | PSD   | CDU   | PP   | PCTP | Votantes |
| ----------- | ----- | ----- | ----- | ---- | ---- | -------- |
| Cano        | 49,83 | 26,46 | 13,01 | 4,74 | 1,54 | 907      |
| Casa Branca | 38,88 | 23,73 | 26,83 | 4,60 | 2,48 | 805      |
| Santo Amaro | 50,98 | 27,55 | 14,97 | 2,82 | 1,30 | 461      |
| Sousel      | 33,13 | 37,25 | 18,82 | 4,59 | 1,24 | 1 286    |
| Sousel      | 41,23 | 29,98 | 18,65 | 4,39 | 1,62 | 3 459    |